# Paragrubia latipoda
Paragrubia latipoda is een vlokreeftensoort uit de familie van de Ampithoidae. De wetenschappelijke naam van de soort is voor het eerst geldig gepubliceerd in 2001 door Ren.